# 东岳镇 (达州市)
东岳镇，是中华人民共和国四川省达州市通川区下辖的一个乡镇级行政单位。

## 行政区划
东岳镇下辖以下地区：
东兴社区、虹桥社区、兴盛社区、有力村、山桥村、凤凰村、飞进村、玉钟村、龙兴村和丘林村。